# Карл Вилхелм (Насау-Узинген)
Карл Вилхелм фон Насау-Узинген (на немски: Karl Wilhelm von Nassau-Usingen; * 9 ноември 1735, Узинген; † 17 май 1803, Висбаден-Бибрих) от род Дом Насау (линия Насау-Саарбрюкен-Узинген), е от 1775 до 1803 г. княз на Насау-Узинген и от 1797 до 1803 г. формално и на Насау-Саарбрюкен.

## Живот
Той е най-възрастният син на княз Карл фон Насау-Узинген (1712 – 1775) и първата му съпруга принцеса Христиана Вилхелмина фон Саксония-Айзенах (1711 – 1740), дъщеря на херцог Йохан Вилхелм фон Саксония-Айзенах и херцогиня Магдалена Сибила фон Саксония-Вайсенфелс. По-голям брат е на Фридрих Август (1738 – 1816) и на Йоханес Адолф (1740 – 1793) и полубрат на граф Карл Филип фон Вайлнау (1746 – 1789).
Карл Вилхелм става през 1770 г. генерал-лейтенант на пехотата и 1775 г. последва баща си като княз. През 1789 г. той е генерал и 1790 г. полковник на полка Вален. През 1783 г. сключва насауския наследствен договор с Насау-Саарбрюкен, Насау-Вайлбург и Насау-Диц (Орания-Насау), за да се запазят общите територии. Така наследник може да бъде само първороденият.
След смъртта на наследствения принц Хайнрих Лудвиг фон Насау-Саарбрюкен (1768 – 1797) той наследява Насау-Саарбрюкен. Княжеството обаче от 1793 г. е окупирано от френската войска. След сключения мир на 9 февруари 1801 г. Франция му взема територията ляво от Рейн. Компенсиран е от Германската медиатизация с части в Курфюрство Майнц, Курфюрство Кьолн, Курпфалц и Хесен. Същата година Карл Вилхелм умира на 17 май 1803 г. на 67 години в Бибрих, Хесен. Наследен на трона е от брат му Фридрих Август.

## Фамилия
Карл Вилхелм се жени на 16 април 1760 г. в Хайдесхайм ам Рейн за графиня Каролина Фелицита фон Лайнинген-Дагсбург-Хайдесхайм (* 22 май 1734; † 8 май 1810), дъщеря на граф Христиан Карл Райнхард фон Лайнинген-Дагсбург-Фалкенбург (1695 – 1766). Те имат децата:
- Карл Вилхелм (1761 – 1763)
- Каролина Поликсена (1762 – 1823), омъжена на 2 декември 1786 г. в Бибрих за ландграф Фридрих III фон Хесен-Касел-Румпенхайм (1747 – 1837). Чрез този брак Каролина Поликсена е прародител на съществуващата днес линия Хесен-Касел-Румпенхайм.
- Луиза Хенриета Каролина (1763 – 1845)
- син (*/† 1768)